# Leptodoras linnelli
Leptodoras linnelli es una especie de peces de la familia Doradidae en el orden de los Siluriformes.

## Morfología
• Los machos pueden llegar alcanzar los 23 cm de longitud total.

## Hábitat
Es un pez de agua dulce  y de clima tropical (18 °C-22 °C).

## Distribución geográfica
Se encuentran en Sudamérica.